# 化学品の分類および表示に関する世界調和システム

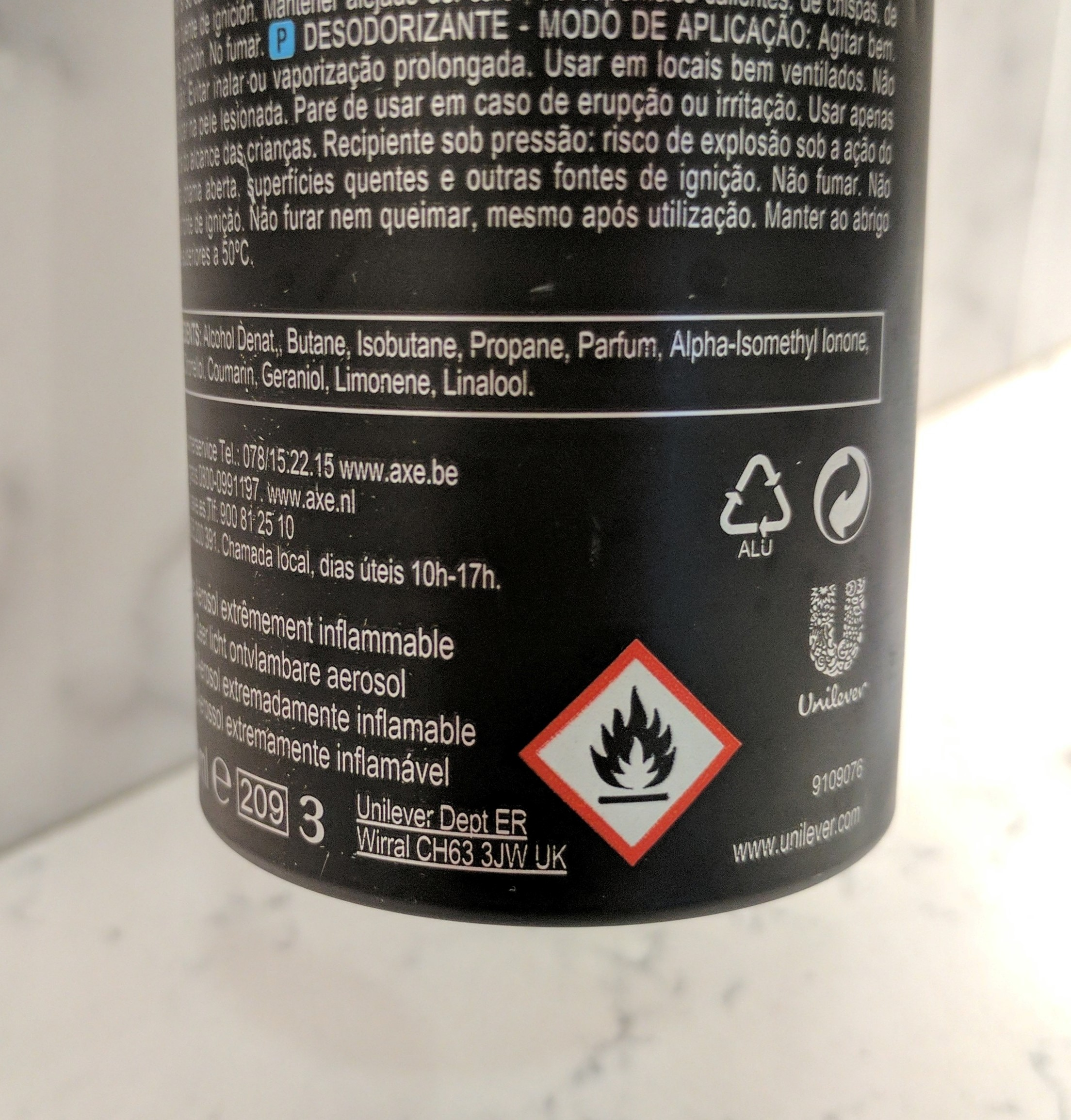
スプレー缶への危険物表記

化学品の分類および表示に関する世界調和システム（かがくひんのぶんるいおよびひょうじにかんするせかいちょうわシステム、英: Globally Harmonized System of Classification and Labelling of Chemicals; GHS）は、国際連合が制定する、化学品(物質および混合物）の危険有害性（hazard）の分類基準と表示方法（ラベルとSDS）を定めた制度である。ここで、「ラベル」とは、必ずしも、パッケージや容器に貼り付けるものを意味しているわけではなく、あらかじめパッケージや容器に印刷されているものも含まれている。英語のLabelの意味である。
このシステムを完成させるための作業は毒物学から消防まで広範囲の専門分野にわたり、また、その調整には多大な努力がはらわれた。国際的な取り決めである、1992年の国連環境開発会議（UNCED）において採択されたアジェンダ21、第19 章、第27 項が、この作業を完成させるための推進力となった。

## GHSの目的
GHS の目的は、物質および混合物に固有な危険有害性を特定し、そうした危険有害性に関する情報を伝えることである。ここにおいて、「固有な（intrinsic）」とは、そのもの自身が本来持つ変わらないものであり、コントロールできないものである。「危険有害性」は hazard（ハザード）の訳として化学物質安全の分野では広く用いられているが危険有害性（hazard）は単に「危険性」（physical hazard）、「有害性」（health hazard/environmental hazard）と呼ばれることがあり、GHS翻訳文においても訳し分けられている。別の分野ではhazardは「危害」、「危害要因」、「ハザード」と訳されることもある。
危険有害性の分類を国際的に整合性を持たせるためにGHSでは分類基準を定めており、また、危険有害性の情報を伝達するために、GHSではラベル表示と安全データシート(SDS, Safety Data Sheetと呼ぶ）の仕様を定めている(GHS第４版　1.5章及び付属書 4）。日本では平成23年度までは一般的にMSDSと呼ばれていた。

## GHSの重要な用語
GHSの文脈では、「物質」（Substance）という用語は次の意味で使用される。自然状態にあるか、または任意の製造過程において得られる化学元素およびその化合物（compounds）をいう。製品の安定性を保つ上で必要な添加物や用いられる工程に由来する不純物を含むが、当該物質の安定性に影響せず、またその組成を変化させることなく分離することが可能な溶媒は除く(GHS7版 1.3.3.1.2）。
GHSの文脈では、「証拠の重み（付け）」（Weight of Evidence）は次のことを意味する。危険有害性クラスによっては、分類結果がデータが基準を満たすと直ちに得られる場合もあるが、トータルな証拠の重みよって得られる場合もある。これは、毒性の決定に関して、得られるすべての情報を合わせて考慮することを意味している。その情報には、妥当な in vitro 試験、関連性のある動物試験データ、および、人に関する経験的データ、例えば、疫学研究、臨床研究、ならびに、十分な証拠能力のあるケースレポートや観察結果が含まれる（GHS7版 1.3.2.4.9.1）。

## 危険有害性のクラスと区分
GHSの文脈では、物質及び混合物の危険有害性（hazard）クラスは次の三つのタイプに分けられ、別個に考慮されるべき要素として、35のクラスがあり、その内訳は、17の物理化学的危険性（Physical hazards）、15の健康に対する有害性（Health hazards）、および、三つの環境に対する有害性（Environmental hazards）。ここでは、急性毒性の5つのサブクラス、感作性の二つのサブクラス、水性環境有害性の二つのサブクラスを別個に数えた数である。
GHSでは、システムを簡潔、透明にし、危険有害性クラスと区分の間の区別を明確にし、できるだけ「自主的な分類」を可能なように設定されている。しかし、多くの危険有害性クラスについて判定基準は半定量的または定性的であり、分類目的でデータの解釈を行うためには専門家の判断が必要である（GHS7版 1.3.2.1.2）。該当する分類項目があり、その有害・危険性の測定値がしきい値以下のものは「区分外（not classified）」である。「区分内」と「区分外」の他に、GHSの「分類」定義に該当するものがないものは「分類対象外」、情報・データ不足のため分類出来ないものは「分類出来ない」と表現される。
クラスは複数の区分を持つものが多い。区分分けは、危険有害性の程度、または、分類の基になった情報の証拠の重み（Weight of Evidence）によって行われる。危険有害性の程度の強いもの、または、より重要な証拠をもつものから「区分1」、「区分2」、「区分3」、、、とする。例えば、急性毒性は危険有害性の程度により（GHS7版 3.1.2.1）、発がん性は証拠の重み（GHS7版 3.6.2.1）によって区分される。

## 物理化学的危険性クラス
物理化学的危険性には以下の17クラスがある。次にそれぞれのクラスの定義のおおよそを記載する。実際にはGHS原文の詳細な記述を参照する必要がある。
1. 爆発物 [5]（爆発性物質）: 爆発性物質（または混合物）とは、それ自体の化学反応により、周囲環境に損害を及ぼすような温度および圧力ならびに速度でガスを発生する能力のある固体物質または液体物質（または物質の混合物）をいう。火工品に使用される物質はたとえガスを発生しない場合でも爆発性物質とされる。
2. 可燃性ガス: 標準気圧101.3 kPaで20 ℃において、空気との混合気が燃焼範囲を有するガス。
3. エアゾール: エアゾール、すなわちエアゾール噴霧器とは、圧縮ガス、液化ガスまたは溶解ガス（液状、ペースト状または粉末を含む場合もある）を内蔵する金属製、ガラス製またはプラスチック製の再充填不能な容器に、内容物をガス中に浮遊する固体もしくは液体の粒子として、または液体中またはガス中に泡状、ペースト状もしくは粉状として噴霧する噴射装置を取り付けたもの。
4. 酸化性ガス: 酸化性ガスとは、一般的には酸素を供給することにより、空気以上に他の物質の燃焼を引き起こす、または燃焼を助けるガス。
5. 高圧ガス: 高圧ガスとは、20 ℃、200 kPa（ゲージ圧）以上の圧力の下で容器に充填されているガスまたは液化または深冷液化されているガス。
6. 引火性液体: 引火点が93 ℃以下の液体。
7. 可燃性固体: 易燃性を有する、または摩擦により発火あるいは発火を助長する恐れのある固体。
8. 自己反応性化学品: 熱的に不安定で、酸素（空気）がなくとも強い発熱分解を起し易い液体または固体の物質あるいは混合物。ただし、爆発物、有機過酸化物、酸化性ガス、酸化性液体、又は、酸化性固体は含まない。
9. 自然発火性液体: たとえ少量であっても、空気と接触すると5 分以内に発火しやすい液体。
10. 自然発火性固体: たとえ少屈であっても、空気と接触すると5 分以内に発火しやすい固体。
11. 自己発熱性化学品: 自然発火性液体または自然発火性固体以外の固体物質または混合物で、空気との接触によりエネルギー供給がなくとも、自己発熱しやすいもの。
12. 水反応可燃性化学品: 水と接触して可燃性のガスを発生する固体または液体の物質または混合物。水との相互作用により、自然発火性となるか、または可燃性のガスを危険となる量発生する。
13. 酸化性液体: それ自体は必ずしも可燃性を有しないが、一般的には酸素の発生により、他の物質を燃焼させまたは助長する恐れのある液体。
14. 酸化性固体: それ自体は必ずしも可燃性を有しないが、一般的には酸素の発生により、他の物質を燃焼させまたは助長する恐れのある固体。
15. 有機過酸化物: 二価の-O-O-構造を有し、1個または2個の水素原子が有機ラジカルによって置換されている過酸化水素の誘導体と考えられる、液体または固体有機物質。有機過酸化物組成物(混合物)も含む。
16. 金属腐食性化学品: 化学反応によって金属を著しく損傷し、または破壊する物質または混合物。
17. 鈍感化爆発物: 大量爆発や非常に急速な燃焼をしないように、爆発性を抑制するために鈍感化され、したがって爆発物クラスから除外されている、固体または液体の爆発性物質または混合物。

## 健康に対する有害性クラス
健康に対する有害性のクラスには次の10クラスがある。さらに、暴露経路による違いによるサブクラスも考慮すると以下の16クラスある。次にそれぞれのクラスの定義のおおよそを記載する。実際にはGHS原文の詳細な記述を参照する必要がある。
1. 急性毒性: 物質の経口または経皮からの単回投与、あるいは24時間以内に与えられる複数回投与ないしは４時間の吸入ばく露によっておこる有害な影響。小分類：「経口」、「経皮」、「気体」、「蒸気」、「粉塵・ミスト」
2. 皮膚腐食性／刺激性: それぞれ、皮膚に対する不可逆的な/可逆的な損傷を生じさせること。
3. 眼に対する重篤な損傷性／眼刺激性: 眼の表面に試験物質を付着させることによる、眼の組織損傷の生成、あるいは重篤な視力低下。
4. 呼吸器感作性または皮膚感作性: それぞれ、物質の吸入の後で気道過敏症を引き起こすこと、物質との皮膚接触の後でアレルギー反応を引き起こすこと。気道刺激性はここには記載せず、特定標的臓器毒性(単回暴露)に記載する(GHS 6版 3.8.2.2.1)。
5. 生殖細胞変異原性: 主として、ヒトにおいて次世代に受継がれる可能性のある突然変異を誘発すると思われるもの。
6. 発がん性: がんを誘発するか、またはその発生率を増加させるもの。
7. 生殖毒性: 雌雄の成体の生殖機能および受精能力に対する悪影響に加えて、子の発生毒性も含まれる。
8. 特定標的臓器毒性（単回暴露）: 単回暴露によって、特定の標的となる臓器に対する毒性があるか、およびそれに暴露したヒトに対して健康に有害な影響を及ぼす可能性があるかを示す。ここには、1～7、および、10のクラスのものを細分類しない。ここに、気道刺激性を分類する（GHS6版 3.8.2.2.1）
9. 特定標的臓器毒性（反復暴露）: 反復暴露によって、特定の標的となる臓器に対する毒性があるか、およびそれに暴露したヒトに対して健康に有害な影響を及ぼす可能性があるかどうかを示す。ここには、1～7, 及び、10のクラスのものを細分類しない。
10. 吸引性呼吸器有害性: 誤嚥後に化学肺炎、種々の程度の肺損傷を引き起こす、あるいは死亡のような重篤な急性の作用。

### 経口急性毒性の「区分」
経口急性毒性の強さにより区分1、区分2、と分類されている。
| 区分  | 半数致死量LD50 /kg（体重） | 表示内容         | 絵柄        | 毒劇法における分類 |
| ----- | -------------------------- | ---------------- | ----------- | ------------------ |
| 区分1 | 5mg以下                    | 経口で生命に危険 | ドクロ      | 毒物               |
| 区分2 | 50mg以下                   | 経口で生命に危険 | ドクロ      | 毒物               |
| 区分3 | 300mg以下                  | 経口で危険       | ドクロ      | 劇物               |
| 区分4 | 2000mg以下                 | 経口で有害 警告  | 感嘆符 (！) | 普通物             |
| 区分5 | 5000mg以下                 | 経口で有害の恐れ | 無し        | 普通物             |

区分５に関しては、ある特定の条件下で高感受性集団に対して危険を及ぼす範囲という定義である。区分5は各国の所管官庁によって採用・不採用を決定してよい。

## 環境に対する有害性クラス
環境に対する有害性のクラスには次の2クラスがある。さらに、サブクラスも考慮すると以下の３クラスある。次にそれぞれのクラスの定義のおおよそを記載する。実際にはGHS原文の詳細な記述を参照する必要がある。
1. 水性環境有害性： 急性有害性と慢性有害性のサブクラスがある。
  - 急性水性毒性: 通常、3つの栄養段階に対応する、魚類96時間LC50、甲殻類48時間EC50、または、藻類72時間もしくは96時間EC50に基づいて分類する。
  - 慢性水性毒性: 慢性毒性データが十分にある場合は、急速分解性がある場合と、そうでない場合により異なる判断基準で区分する。慢性毒性データが十分に入手できない場合は生物濃縮性(BCF)を加味して区分する。
2. オゾン層への有害性: モントリオール議定書の附属書に列記された、あらゆる規制物質；または、モントリオール議定書の附属書に列記された成分を、濃度≧0.1%で少なくとも1つ含むあらゆる混合物。

## 危険物の絵表示
GHSでは物理・化学的危険性や健康および環境への有害性がある物質を、有害性ごとに分類し9の区分を設定し、対応するピクトグラムを指定している。
|       | 全世界向けのピクトグラム | EU旧法DSD/DPDにおけるピクトグラム | 説明 |
| ----- | ------------------------ | --------------------------------- | --- |
| GHS01 |                          |                                   | 爆発物 自己反応性化学品、有機過酸化物                                                                                 |
| GHS02 |                          |                                   | 可燃性 引火性・可燃性の物質、自己反応性物質、自然発火性の物質、自己発熱性の物質、水反応可燃性、禁水性物質             |
| GHS03 |                          |                                   | 支燃性・酸化性物質 |
| GHS04 |                          |                                   | 高圧ガス |
| GHS05 |                          |                                   | 腐食性物質 金属、皮膚、目などの腐食、損傷                                                                             |
| GHS06 |                          |                                   | 急性毒性（高毒性） |
| GHS07 |                          |                                   | 急性毒性（低毒性） 皮膚・目への刺激性、皮膚感作性                                                                     |
| GHS08 |                          |                                   | 経口・吸飲による有害性 呼吸器感作性、生殖細胞変異原性、発がん性、生殖毒性、特定標的臓器または全身の単回暴露・反復暴露 |
| GHS09 |                          |                                   | 水生環境有害性 |

EUは2019年現在DSD/DPDに基づくピクトグラムから、CLP規則によってGHSに基づくピクトグラムに切り替わっている。

## 危険物の輸送に関する絵表示

### Class 1: 爆発物/Explosives
| |  | 説明 |
| Division 1.1: 大量爆発（Mass Explosion）の危険性を有する物質、混合物および物品。 Division 1.2: 大量爆発の危険性はないが、飛散（Projection）の危険性を有する物質、混合物および物品。 Division 1.3: 大量爆発の危険性はないが、火災の危険性を有し、かつ、弱い爆風の危険性または僅かな飛散のいずれか、若しくはその両方を持っている物質、混合物および物品。 Note The asterisks are replaced by the class number and compatibility code |  |      |
| Divisions 1.1–1.3 |  |      |

| |  | 説明 |
| 高い危険性の認められない（No significant hazard）物質、混合物および物品。 Note The asterisk is replaced by the compatibility code |  |      |
| Division 1.4 |  |      |

| |  | 説明 |
| 大量爆発の危険性を有するが、非常に鈍感な物質。 Note The asterisk is replaced by the compatibility code |  |      |
| Division 1.5                                                                                           |  |      |

|                                                                             |  | 説明 |
| No hazard statement Note The asterisk is replaced by the compatibility code |  |      |
| Division 1.6                                                                |  |      |

### Class 2: ガス/Gases
| |  | 説明 |
| 可燃性ガス ・20℃、標準圧力101.3kPaにおいて、空気との混合量が13%以下の場合に発火する気体： ・空気との混合体積が13％以下の場合に発火する。 ・可燃性下限に関係なく、空気との可燃範囲が少なくとも12%であるもの。 Alternative sign |  |      |
| Division 2.1 |  |      |

| |  | 説明 |
| 非可燃性・非毒性ガス ・窒息性ガス（大気中の通常の酸素を希釈または置換するガス） ・または酸化性ガス（一般に酸素を供給することにより、空気よりも他の物質の燃焼を引き起こすか、または促進するガス）、または他の区分に該当しないガス。 Alternative sign |  |      |
| Division 2.2 |  |      |

| |  | 説明 |
| 毒性ガス Gases which: - are known to be so toxic or corrosive to humans as to pose a hazard to health; or - are presumed to be toxic or corrosive to humans because they have an LC50 value equal to or less than 5000 ml/m3 (ppm). |  |      |
| Division 2.3 |  |      |

e.g. Hydrogen Cyanide

### Classes 3 and 4: 可燃性液体・気体/Flammable liquids and solid
| |  | 説明 |
| 可燃性液体 Liquids which have a flash point of less than 60 °C and which are capable of sustaining combustion Alternative sign |  |      |
| Class 3 |  |      |

| |  | 説明 |
| 可燃性固体、自己反応性物質、鈍性化爆発物質 Solids which, under conditions encountered in transport, are readily combustible or may cause or contribute to fire through friction; self-reactive substances which are liable to undergo a strongly exothermic reaction; solid desensitized explosives which may explode if not diluted sufficiently |  |      |
| Division 4.1 |  |      |

| |  | 説明 |
| 自然発火性物質/Spontaneous combustion Substances which are liable to spontaneous heating under normal conditions encountered in transport, or to heating up in contact with air, and being then liable to catch fire |  |      |
| Division 4.2 |  |      |

| |  | 説明 |
| 禁水性物質（水と接すると可燃性ガスを放出する物質） Substances which, by interaction with water, are liable to become spontaneously flammable or to give off flammable gases in dangerous quantities Alternative sign |  |      |
| Division 4.3 |  |      |

### その他の輸送クラス
| |  | 説明 |
| 酸化性物質 Substances which, while in themselves not necessarily combustible, may, generally by yielding oxygen, cause, or contribute to, the combustion of other material |  |      |
| Division 5.1 |  |      |

| |  | 説明 |
| 有機過酸化物 Organic substances which contain the bivalent –O–O– structure and may be considered derivatives of hydrogen peroxide, where one or both of the hydrogen atoms have been replaced by organic radicals Alternative sign |  |      |
| Division 5.2 |  |      |

| |  | 説明 |
| 毒性物質 Substances with an LD50 value ≤ 300 mg/kg (oral) or ≤ 1000 mg/kg (dermal) or an LC50 value ≤ 4000 ml/m3 (inhalation of dusts or mists) |  |      |
| Division 6.1 |  |      |

| |  | 説明 |
| 腐食性物質 Substances which: - cause full thickness destruction of intact skin tissue on exposure time of less than 4 hours; or - exhibit a corrosion rate of more than 6.25 mm per year on either steel or aluminium surfaces at 55 °C |  |      |
| Class 8 |  |      |

以下の絵表示は、国連のモデル規則（UN Model Regulations）に含まれているものだが、GHSには組み込まれていない。
|                          |            |            |            |            |                          |
| Class 6.2                | Class 7    | Class 7    | Class 7    | Class 7    | Class 9                  |
| 感染性物質（Infectious） | 放射性物質 | 放射性物質 | 放射性物質 | 放射性物質 | その他の危険物質・成形品 |

## 日本におけるGHS
厚生労働省はGHSに基づく表示・文書交付制度を「労働者に健康障害を生ずるおそれのある物等を譲渡・提供する際に、化学物質等の情報を、表示・文書交付により相手方に知らせ、職場における化学物質管理を促進し、化学物質等による労働災害を防止する制度」と説明している。
2002年に開催された持続可能な開発に関する世界サミットにおいて2008年の世界的実施を目標としており、2003年7月の国連決議においても同様の目標が記載されている。GHSの実施は、条約などにより義務づけられているものではなく、各国の判断に任されているが、日本を含むAPECでは2006年中の実施を目指すことを国際的に表明している。日本では2005年に労働安全衛生法の改正を経て、2006年12月1日から、従来の表示対象物である有害物に加え、危険物を対象として、GHSに対応したラベル表示が義務付けられる。
具体的には、表示対象となる99種の化学物質については、容器のラベルにその危険性、有害性がよく分かるように「危険」の文字や標章（ピクトグラム）および表示対象化学物質名称を付け、有害性情報と危険性情報および保存方法、取り扱い方法等を文字で示し、製造者または輸入者の名称、住所、電話番号が義務づけられる。
危険とされる物は、必ずしも物理的危険性を有する危険物だけでなく、有毒性を有する物にも危険と記載されることに決定していることに注意が必要である。これは国際的な Harmonized（調和、調整）の結果であり、その結果「危険物」についての日本におけるこれまでの用語定義に変化が生じることになることに関係者は留意すべきであろう。
また、従来637種であったが、新たに3種を追加した、640種の化学物質について、危険性や対処方法を示した文書（安全性データシート（SDS））を関係者に渡して注意を呼びかけることも引き続き義務づけられる。

## 歴史
GHS策定の作業は化学物質の分類とラベルと安全データシート（SDS; GHS導入以前はMSDSと呼ばれた）を処理する国際的な調和システムが必要であるとの前提ではじまったが、この考え方は全く新しいものであるというわけではない。というのは、すでに輸送部門では物理危険と急性毒性については大部分実現しているからである。日本を除く主要国では、海上輸送、道路輸送、航空輸送、鉄道輸送の各輸送モードはすべて国際連合危険物輸送勧告に準拠して各国法を定め運用しており、日本においても陸上の輸送を除いて全てそれに準拠している。そこでは原則共通の分類基準に基づいて分類され、危険物がリスト化され、そのリスト又は基準に則った荷送人自身による分類（自主的な分類）に基づいて表示、輸送取扱い方法、及び、緊急時の対応が調和して策定されている。そこでこの経験をモデルにして、輸送取扱ばかりでなく、労働現場での取扱、消費者の取扱についても調和した方法を目指したのがGHSである。
したがって、GHSは「国連経済社会理事会の危険物輸送と化学品の分類と表示の国際調和システムに関する専門家委員会」（UNCETDG/GHS）で国連危険物輸送規則と伴に取り扱われており、輸送規則とGHSの間の整合性についての議論もなされている。
持続可能な開発に関する世界首脳サミットは2002年9月4日にヨハネスブルグで採択した行動計画23(c)において、2008年までにGHSという新しいシステムを完全に実施することを目指して、各国ができる限り早期にGHS を実施するよう奨励した。後に2003年7月25日の2003/64および2005年7月27日の決議2005/5において、国連経済社会理事会はまだ実施していない政府に対し、WSSDの実施計画にあるようにGHSを実施するために、行政手続きや法令を整備すること等により、必要な手段を講じるよう促した。国連経済社会理事会はまた、地域共同体、国連計画、特定の官庁やGHSを推進するその他の関係組織に対し、GHSを効果的にするために輸送安全、労働安全、消費者保護や環境保護に関する国際関連法令を修正することを求めた。
2003年に最初のバージョンが出され、それ以後、2005年に改訂1版、2007年に改訂2版、2009年に改訂3版、2011年に改訂4版と２年おきに改訂されている。2019年現在最新版は改訂7版である。